# Aín

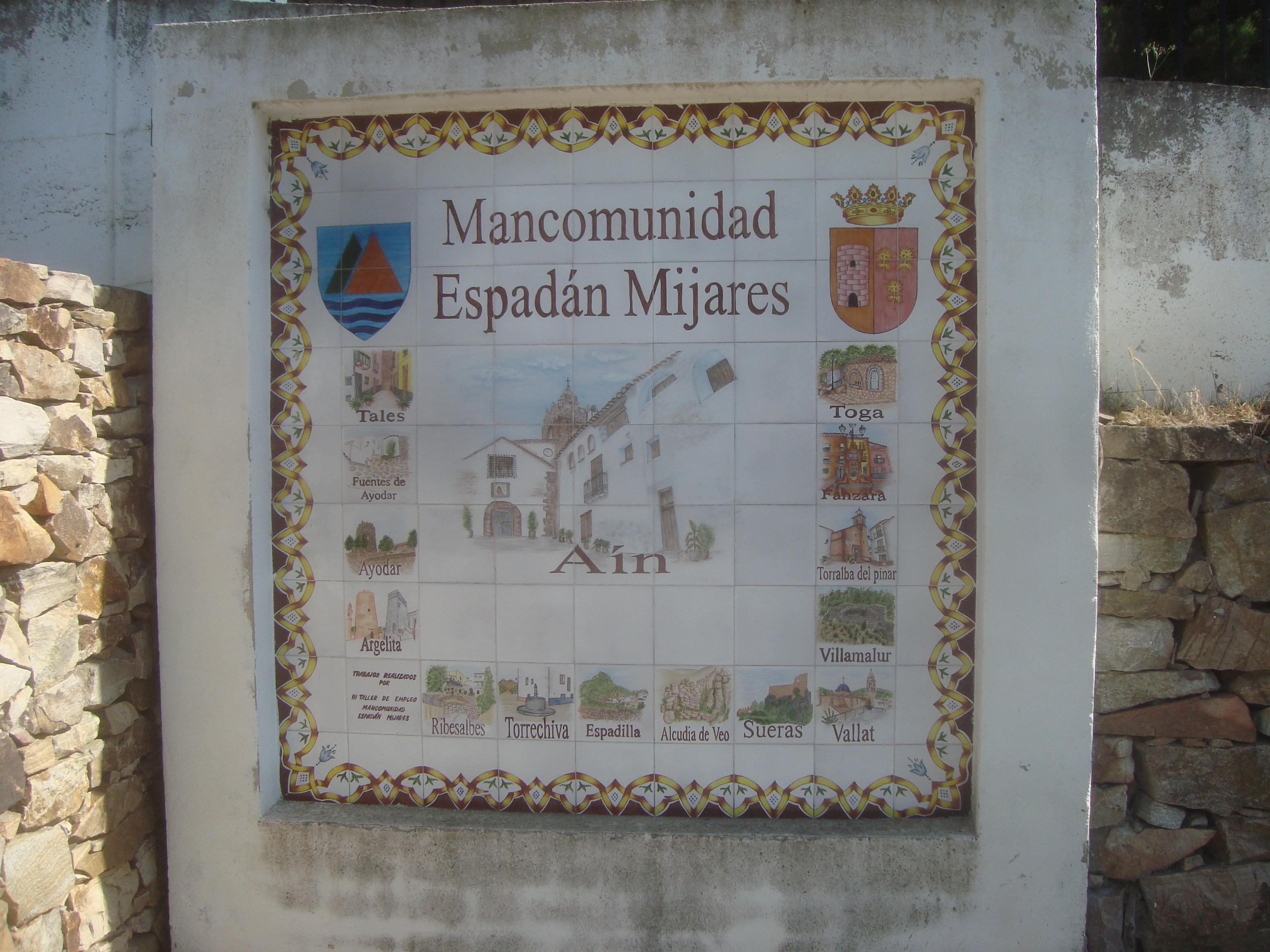
Aín.

Aín è un comune spagnolo di 141 abitanti situato nella comunità autonoma Valenciana.

## Collegamenti esterni

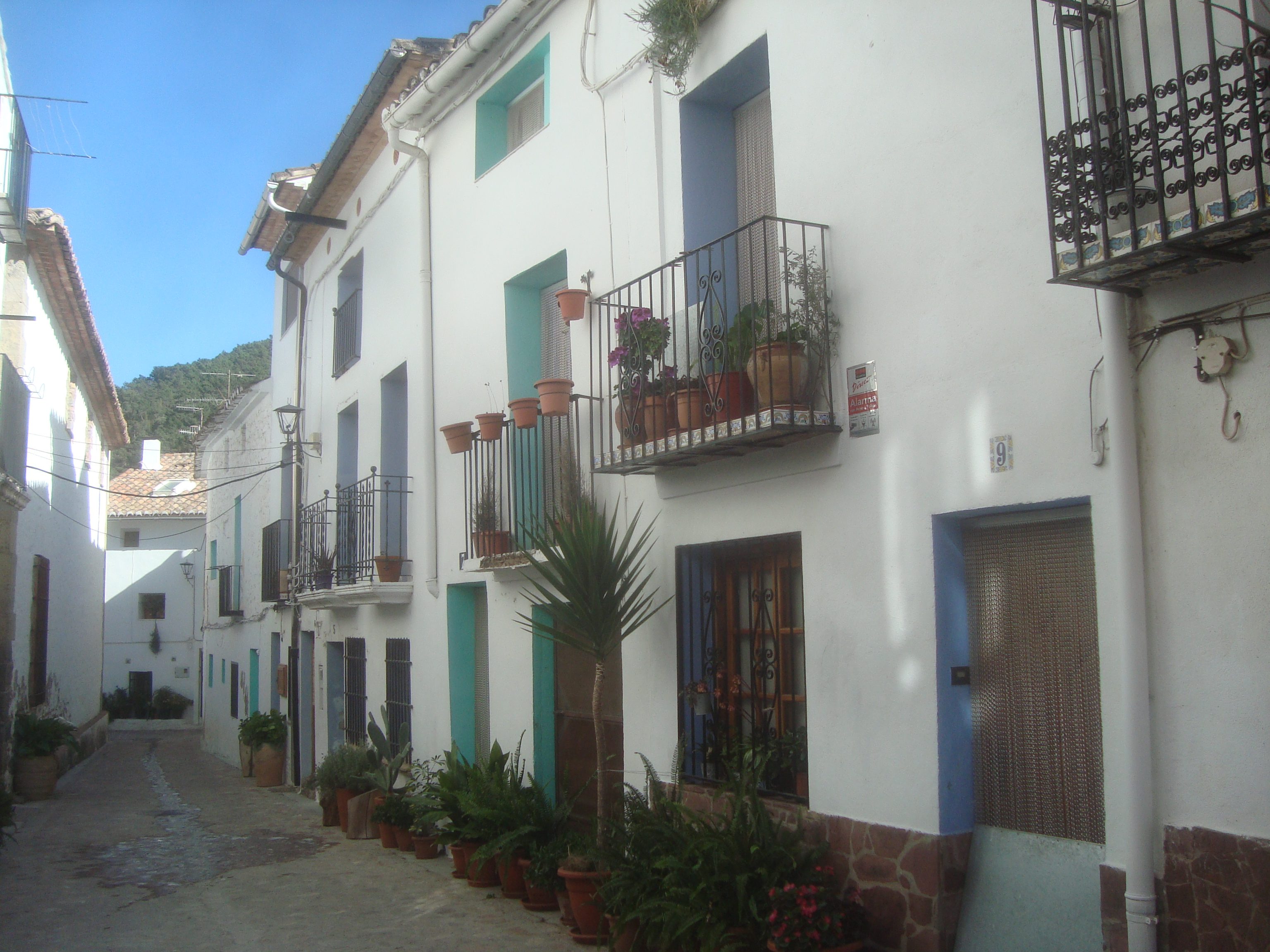
Aín.